# Patník

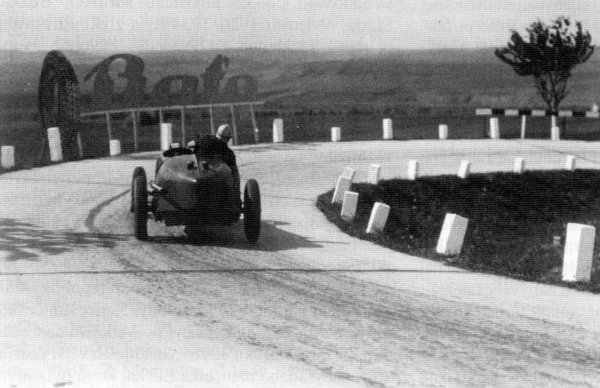
Patníky na Masarykově okruhu v Brně kolem roku 1935

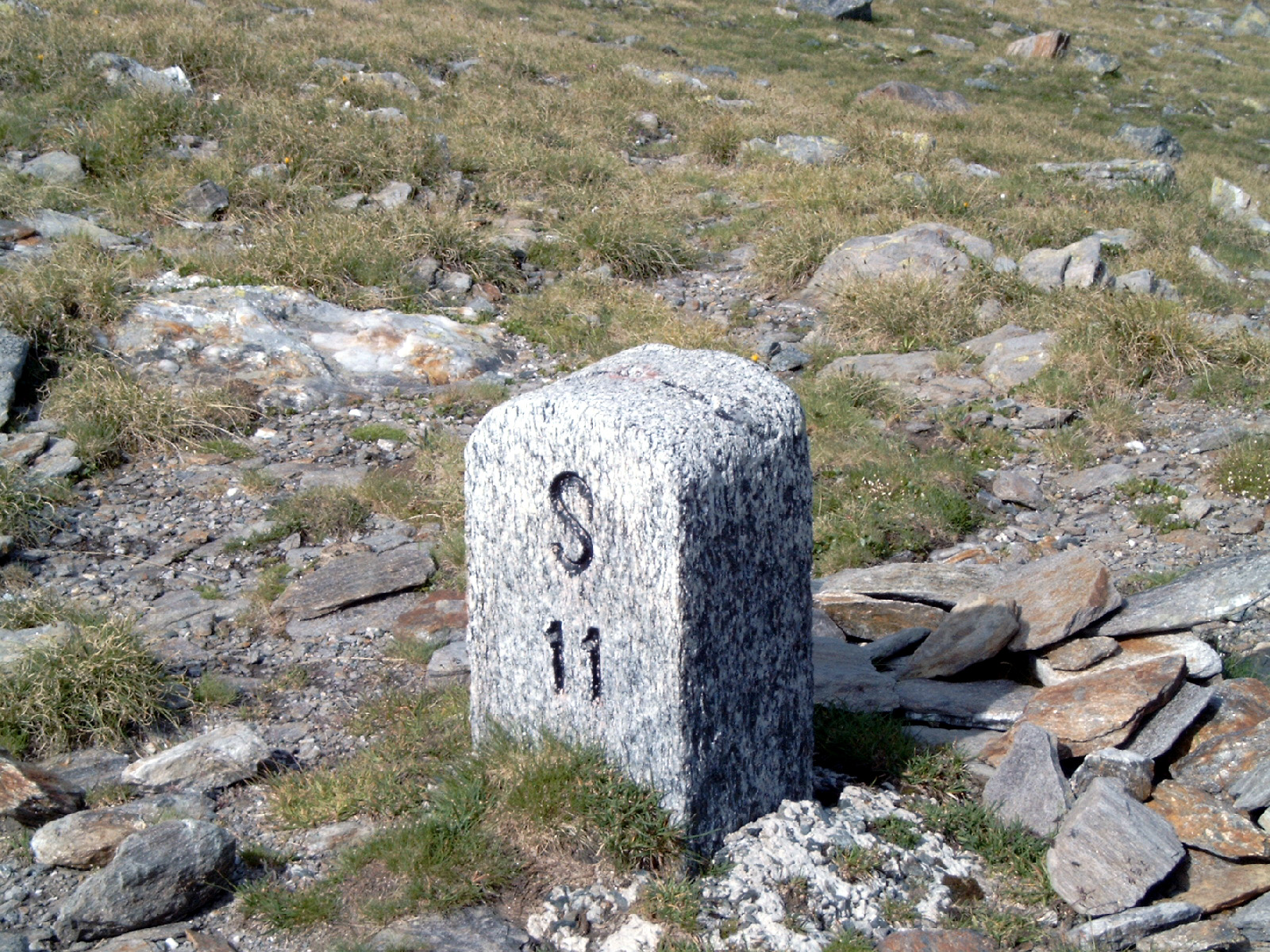
Hraniční kámen mezi Itálií a Švýcarskem

Patníky jsou ochranné kameny stojící podél silnic, u vrat nebo na vnějších rozích budov.

## Nárožní kámen
Patníky ve svém názvu patrně odrážejí původní využití coby ochranných kamenů patních částí staveb – vnějších rohů budov a zdí, portálů průjezdů, vjezdových vrat, apod.

## Silniční patník
Jsou to kamenné kvádry zasazované dříve podél silnic pro vymezení okraje silnice. Patníky propojené lany jsou předchůdci moderních lanových svodidel.
Pro určování vzdálenosti se podél silnic stavěly objekty podobné patníkům, většinou opatřené číselným údajem – tzv. milníky, později kilometrovníky. Jako patníky se dnes označují též plastové směrové sloupky, které slouží k vymezení okrajů silnice.[zdroj?]

## Mezník
V územně omezených oblastech zejména na Roudnicku, Mělnicku a v jihovýchodních Čechách se slovem patník v dubletě (dvojtvarem) s názvem mezník označuje hraniční kámen v polích.
- mezníky hranic územních celků
  - pohraniční kameny na státní hranici
  - vymezení hranic vyšších územně správních celků (zemské, krajské apod.)
  - v minulosti též pro označení pro hranice jednotlivých šlechtických panství
  - dále také označení hranice u jednotlivých pozemků respektive jednotlivých parcel (používané zejména v lesnictví či v zemědělství)

Tvarově podobné původním patníkům jsou mezníky. Slouží pro viditelné označení nějak důležitých míst (respektive určitých významných bodů) především ve volné krajině. Jedná se obvykle o kamenný či betonový kvádr (někdy se zaoblenou vrchní částí), zčásti zasazený do země a popřípadě opatřený doplňujícími nápisy. Užívá se zejména v terénní geodézii, pozemkové správě či v telekomunikacích.[zdroj?]

## Historie
Patníky se stavěly podél cest od dob starého Říma. Především pro rychlou dopravu legií byly v té době budovány rozsáhlé komunikace po celém impériu (odhadováno 160–300 tisíc kilometrů). Patníky byly osazovány podél cest v pravidelných vzdálenostech pro snazší nasedání a sesedání z koně.
(Třmeny, jejichž pomocí se nasedá na koně dnes, se v Evropě poprvé objevily až koncem 6. století n. l. při nájezdech Avarů z východu a ke zdejší výrobě třmenů a jejich hromadnému používání dochází ještě později.)

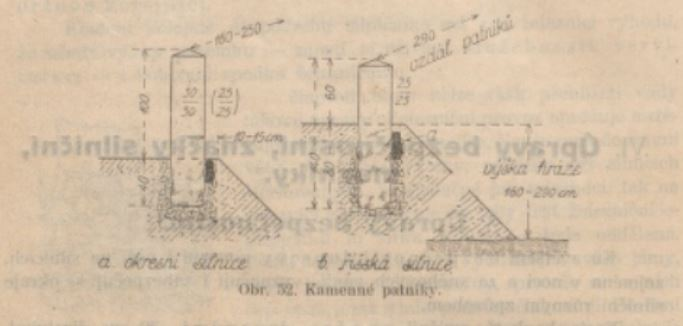
Technické řešení kamenných patníků (1919)

V českém výrazu „patník“ je základ je odvozený od slova „pata“, neboť patník byl při nasedání pro patu jezdce oporou.[zdroj?]
Osazování silnic patníky v místech, kde hrozilo sjetí povozu do sníženého okolí vozovky nebo příkopu, bylo v českých zemích zákonem stanoveno již ve 2. polovině 19. století (včetně stanovení jejich rozměrů a vzájemných vzdáleností).

## Doprava
- označník či mezník vymezující okraj pozemní komunikace, jedná se o nejběžnější použití tohoto slova[zdroj?]
  - často je slovem patník též hovorově označován směrový sloupek[zdroj?]
- kilometrovník (hektometrovník, milník)[zdroj?]
  - železniční (zvláštní traťová značka)[zdroj?]
  - silniční[zdroj?]
- mezník vymezující hranici železničních správních obvodů – viz heslo traťová značka[zdroj?]
- viz též námezník[zdroj?]

## Geodezie
- označování geodetických a triangulačních bodů v krajině[zdroj?]

## Telekomunikace
- speciální použití, významné telekomunikační body[zdroj?]